# 巴爾的摩水龜
巴爾的摩水龜（英語：Baltimore Terrapins）是聯邦聯盟的棒球隊之一，於1914年成立，只維持兩年便於1915年解散。他們是聯邦聯盟中最成功的球隊之一，該球隊的存在卻引發了一場法律訴訟，導致棒球界出現了一條重要的法規先例。

## 1914年球季
大部分在巴爾的摩成立的棒球隊多以金鶯取名，其來源自馬里蘭州的州鳥橙腹擬黃鸝。但當時有一支小聯盟球隊就叫做巴爾的摩金鶯，因此這支新球隊決定採用馬里蘭州的官方爬行動物鑽紋龜來取名，正式名為巴爾的摩水龜。
1914年，水龜隊拿下84勝70敗，以4場半的勝差拿下聯盟季軍。

## 1915年球季
水龜在這年為了提高票房，從運動家交易來不少球員。運動家在1914年世界大賽意外被勇士橫掃淘汰後，將陣中不少大咖球星交易到別隊，例如艾迪·普朗克、艾迪·柯林斯與法蘭克·貝克等人。
契夫·班德在1914年於運動家投出17勝3敗，然而他轉隊到水龜後只拿下4勝16敗，防禦率3.99。該年水龜隊僅拿下47勝107敗。運動家在許多大咖球星離開後，戰績從1914年的99勝53敗變成只拿下43勝109敗。
國家聯盟和美國聯盟為了避免聯邦聯盟持續與他們競爭，於是進行買斷，讓聯邦聯盟被迫收攤。不過水龜隊的老闆並未參與這起收購。

## 影響
水龜的成立嚴重影響巴爾的摩地區小聯盟球隊的票房，造成該球隊的老闆必須將陣中不少潛力新秀賣到其他大聯盟球隊以維持收入，貝比·魯斯便是其中一員，這也是為何魯斯最後會在紅襪隊完成大聯盟初登場的原因。在聯邦聯盟解散之後，巴爾的摩一直等到1954年，聖路易布朗搬遷到巴爾的摩，改名為巴爾的摩金鶯，這座城市才又有了職棒球隊。
美聯和國聯收購了大部分聯邦聯盟的球隊，而水龜隊老闆提起訴訟，控訴他們違反了休曼法案。然而美國最高法院判決棒球比賽不算入州際貿易的範疇內，因此判決水龜隊敗訴。